# Cecil Hepworth
Cecil Milton Hepworth, conosciuto come Cecil M. Hepworth o, più semplicemente come Cecil Hepworth (Lambeth, 19 marzo 1873 – Greenford, 9 febbraio 1953), è stato un produttore cinematografico, regista e attore britannico, che ha firmato anche alcune sceneggiature.

## Biografia
Nato in Inghilterra, Hepworth fu uno dei fondatori dell'industria cinematografica britannica alla fine dell'Ottocento. La sua carriera continuò fino agli anni venti del nuovo secolo.
Suo padre Thomas Cradock Hepworth era famoso per i suoi spettacoli con la lanterna magica. Cecil crebbe in quell'ambiente e cominciò a lavorare con i primi pionieri del cinema britannico, scrivendo nel 1897 il primo libro che affrontasse quel soggetto nel Regno Unito.

### La Hepworth
Con suo cugino Monty Wicks, Cecil fondò la compagnia Hepworth and Co., una casa di produzione che più tardi prese il nome di Hepworth Manufacturing Company e poi Hepworth Picture Plays. Nel 1899,  i due costruirono un piccolo studio a Walton-on-Thames. La compagnia produceva tre cortometraggi la settimana, diretti talvolta dallo stesso Hepworth.

### Alice in Wonderland
Hepworth diresse insieme a Percy Stow la prima versione cinematografica del romanzo Le avventure di Alice nel Paese delle Meraviglie. Il loro Alice in Wonderland usa numerosi effetti speciali, come quello del rimpicciolimento della protagonista e la seguente trasformazione in gigante della stessa quando si trova all'interno della casa del Bianconiglio. Hepworth non solo diresse il film, ma lo sceneggiò, lo fotografò, lo produsse e lo interpretò (nel ruolo della Rana).  Sua moglie faceva non solo la Regina, ma anche il Bianconiglio. Il cane del film è il cane di casa, Blair.

### Il cane Blair
Uno dei film di Hepworth, co-diretto nel 1905 insieme a Lewin Fitzhamon, ottenne un enorme successo presso il pubblico. Rescued by Rover aveva come protagonista un cane di razza collie che spopolò al botteghino, primo collie di una serie che vedrà in seguito Lassie diventare una beniamina delle sale cinematografiche. Rover era interpretato dal cane di casa Hepworth, che si chiamava Blair. L'animale diventò tanto famoso che il nome Blair da quel momento divenne un nome comune per i cani del Regno Unito.
Il film al giorno d'oggi viene considerato come un importante sviluppo della grammatica cinematografica, con riprese effettuate in modo da enfatizzare l'azione. Hepworth fu uno dei primi a capire l'importanza dei divi in un film, fossero animali o umani: adottò il sistema di caratterizzare i personaggi in modo da abituare il pubblico a riconoscerne il ruolo alla loro prima apparizione sullo schermo.

## Filmografia

### Regista
- The Egg-Laying Man (1896)
- Exchange Is No Robbery (1898)
- An Interrupted Picnic (1898)
- The Immature Punter (1898)
- The Quarrelsome Anglers (1898)
- Two Fools in a Canoe (1898)
- Express Train on a Railway Cutting (1898)
- Egg and Spoon Race for Lady Cyclists
- Thames River Scene (1899)
- The Kiss (1899)
- Wiping Something Off the Slate (1900)
- The Conjuror and the Boer (1900)
- How It Feels to Be Run Over (1900)
- Explosion of a Motor Car (1900)
- Leapfrog As Seen by the Frog (1900)
- Clown and Policeman

- Panorama of the Paris Exposition No. 1 (1900)
- Panorama of the Paris Exposition No. 2 (1900)
- Panorama of the Paris Exposition No. 3 (1900)
- The Eccentric Dancer (1900)
- Funeral of Queen Victoria (1901)
- The Indian Chief and the Seidlitz Powder (1901)
- Interior of a Railway Carriage - Bank Holiday (1901)
- How the Burglar Tricked the Bobby (1901)
- Bathing Made Easy (1902)
- The Call to Arms (1902)
- Arrival of the Shah in London (1902)
- Peace with Honour (1902)
- The Absent-Minded Bootblack (1903)
- Alice in Wonderland, co-regia di Percy Stow (1903)
- The Unexpected Bath (1903)
- Saturday Shopping (1903)
- Firemen to the Rescue (1903)
- The Bewitched Traveller (1903)
- A Day in the Hayfields (1904)
- The Derby (1905)
- Rescued by Rover co-regia Lewin Fitzhamon (1905)
- The Doll's Revenge (1907)
- Invisibility (1909)
- Rachel's Sin (1911)
- Faust (1911)
- The Cloister and the Hearth (1913)
- Blind Fate (1914)
- The Hills Are Calling (1914)
- Unfit; or, The Strength of the Weak (1914)
- His Country's Bidding (1914)
- Morphia the Death Drug (1914)
- Time the Great Heale (1914)
- The Quarry Mystery (1914)
- The Basilisk (1914)

- The Traitor (1915)
- The Passing of a Soul (1915)
- The Outrage (1915)
- The Man Who Stayed at Home (1915)
- The Golden Pavement (1915)
- The Baby on the Barge (1915)
- Sweet Lavender (1915)
- Be Sure Your Sins (1915)
- Barnaby Rudge, co-regia Thomas Bentley (1915)
- A Moment of Darkness (1915)
- The Bottle (1915)
- Trelawny of the Wells (1916)
- The Marriage of William Ashe (1916)
- Sowing the Wind (1916)
- Molly Bawn (1916)
- Love in a Mist (1916)
- Iris (1916)
- Annie Laurie (1916)
- A Fallen Star (1916)
- Comin' Thro' the Rye (1916)
- The Cobweb   (1917)
- The American Heiress  (1917)
- Nearer My God to Thee (1917)
- The W.L.A. Girl (1918)
- The Touch of a Child (1918)
- The Refugee (1918)
- The Leopard's Spots (1918)
- Tares (1918)
- Boundary House (1918)
- Wisp o' the Woods (1919)
- Broken in the Wars (1919)
- The Nature of the Beast (1919)
- Sunken Rocks (1919)
- Sheba (1919)
- The Forest on the Hill (1919)
- Anna the Adventuress (1920)
- Alf's Button (1920)
- Helen of Four Gates (1920)
- Mrs. Erricker's Reputation (1920)
- The Tinted Venus (1921)
- The Narrow Valley (1921)
- Wild Heather (1921)
- Tansy (1921)
- The Pipes of Pan (1923)
- Mist in the Valley (1923)
- Strangling Threads (1923)
- Comin' Thro the Rye (1923)
- Film Favourites (1924)
- The House of Marney (1926)

### Produttore
- Boat Race  (1899)
- Alice in Wonderland, regia di Cecil M. Hepworth, Percy Stow – cortometraggio (1903)
- The Unclean World, regia di Percy Stow – cortometraggio (1903)
- A Race for a Kiss, regia di Lewin Fitzhamon (1904)
- Baby's Toilet documentario (1905)
- Rescued by Rover, regia di Lewin Fitzhamon, Cecil M. Hepworth – cortometraggio (1905)
- The Doll Maker's Daughter, regia di Lewin Fitzhamon (1908)
- Rachel's Sin, regia di Cecil M. Hepworth (1911)
- For the Sake of the Little Ones at Home, regia di Frank Wilson (1911)
- Bertie's Book of Magic, regia di Frank Wilson – Produttore esecutivo (1912)
- George Barnwell the London Apprentice, regia di Hay Plumb - produttore esecutivo (1913)
- Lieutenant Lilly and the Splodge of Opium, regia di Hay Plumb (1913)
- David Copperfield, regia di Thomas Bentley (1913)
- Hamlet, regia di Hay Plumb (1913)
- Time the Great Healer, regia di Cecil M. Hepworth (1914)
- The Chimes, regia di Thomas Bentley (1914)
- The Basilisk, regia di Cecil M. Hepworth (1914)
- The Baby on the Barge, regia di Cecil M. Hepworth  (1915)
- Be Sure Your Sins, regia di Cecil M. Hepworth (1915)
- Sowing the Wind, regia di Cecil M. Hepworth (1916)
- Annie Laurie, regia di Cecil M. Hepworth (1916)
- The American Heiress, regia  di Cecil M. Hepworth (1917)
- Boundary House, regia di Cecil M. Hepworth (1918)
- The City of Beautiful Nonsense, regia di Henry Edwards – produttore esecutivo (1919)
- Sunken Rocks, regia di Cecil M. Hepworth  (1919)
- Anna the Adventuress, regia di Cecil M. Hepworth (1920)
- Alf's Button, regia di Cecil M. Hepworth  (1920)
- Wild Heather, regia di Cecil M. Hepworth  (1921)
- Tansy, regia di Cecil M. Hepworth  (1921)
- Boden's Boy, regia di Henry Edwards (1923)
- Which Switch?, regia di Gaston Quiribet (1924)
- The Night of the Knight, regia di Gaston Quiribet (1924)
- The Fugitive Futurist, regia di Gaston Quiribet (1924)
- The Coveted Coat, regia di Gaston Quiribet (1924)
- The China Peril, regia di Gaston Quiribet (1924)
- Plots and Blots, regia di Gaston Quiribet (1924)
- Lizzie's Last Lap, regia di Gaston Quiribet (1924)
- If a Picture Tells a Story, regia di Gaston Quiribet (1924)
- If a Picture Tells a Story, regia di Gaston Quiribet (1924)
- The Death Ray, regia di Gaston Quiribet (1924)
- Let's Paint, regia di Gaston Quiribet (1926)

### Attore
- Two Fools in a Canoe, regia di Cecil M. Hepworth – cortometraggio (1898)
- The Quarrelsome Anglers, regia di Cecil M. Hepworth – cortometraggio (1898)
- The Immature Punter, regia di Cecil M. Hepworth – cortometraggio (1898)
- Exchange Is No Robbery, regia di Cecil M. Hepworth – cortometraggio (1898)
- An Interrupted Picnic, regia di Cecil M. Hepworth – cortometraggio (1898)
- Wiping Something Off the Slate, regia di Cecil M. Hepworth – cortometraggio (1900)
- The Conjuror and the Boer, regia di Cecil M. Hepworth – cortometraggio (1900)
- How It Feels to Be Run Over, regia di Cecil M. Hepworth – cortometraggio (1900)
- Explosion of a Motor Car, regia di Cecil M. Hepworth – cortometraggio (1900)
- Interior of a Railway Carriage - Bank Holiday, regia di Cecil M. Hepworth – cortometraggio (1901)
- How the Burglar Tricked the Bobby, regia  di Cecil M. Hepworth – cortometraggio (1901)
- Bathing Made Easy, regia di Cecil M. Hepworth – cortometraggio (1902)
- The Call to Arms, regia di Cecil M. Hepworth – cortometraggio (1902)
- Peace with Honour, regia di Percy Stow, Cecil M. Hepworth – cortometraggio (1902)
- How to Stop a Motor Car, regia di Percy Stow – cortometraggio (1902)
- Alice in Wonderland, regia di Cecil M. Hepworth, Percy Stow – cortometraggio (1903)
- The Tragical Tale of a Belated Letter, regia di Percy Stow – cortometraggio (1903)
- The Unclean World, regia di Percy Stow – cortometraggio (1903)
- The Joke That Failed, regia di Percy Stow – cortometraggio (1903)
- The Honeymoon: First, Second and Third Class, regia di Lewin Fitzhamon – cortometraggio (1904)
- Bathers Will Be Prosecuted, regia di Lewin Fitzhamon – cortometraggio  (1905)
- Rescued by Rover, regia di Cecil M. Hepworth e Lewin Fitzhamon – cortometraggio (1905))
- The Dog Outwits the Kidnapper, regia di Lewin Fitzhamon – cortometraggio (1908)
- By Whose Hand?c, regia di Warwick Buckland – cortometraggio (1914)

### Sceneggiatore
- Alice in Wonderland, regia di Cecil M. Hepworth, Percy Stow – cortometraggio (1903)
- The Unclean World, regia di Percy Stow – cortometraggio (1903)
- The Basilisk, regia di Cecil M. Hepworth – cortometraggio (1914)
- Tilly and the Nut, regia di Frank Wilson – cortometraggio (1915)
- The Traitor, regia di Cecil M. Hepworth – cortometraggio (1915)
- The Passing of a Soul, regia di Cecil M. Hepworth – cortometraggio (1915)

### Direttore della fotografia
- Express Train on a Railway Cutting, regia di Cecil M. Hepworth – cortometraggio (1898)
- The Music Hall Sports at Herne Hill – cortometraggio (1902)
- Alice in Wonderland, regia di Cecil M. Hepworth, Percy Stow – cortometraggio (1903)
- Rescued by Rover, regia di Cecil M. Hepworth e Lewin Fitzhamon – cortometraggio (1905)
- The Basilisk, regia di Cecil M. Hepworth – cortometraggio (1914)
- Boundary House, regia di Cecil M. Hepworth – cortometraggio (1918)